# El Pui Fals
El Pui Fals és un paratge i partida rural del terme municipal de Conca de Dalt, a l'antic terme d'Hortoneda de la Conca, al Pallars Jussà, en territori que havia estat del poble de Pessonada.
Està situat al sud-est de Pessonada, als peus de la cinglera de la Serra de Pessonada, a ponent de lo Solà i a llevant de la partida d'Obés.
Consta de 102,9554 hectàrees de conreus de secà, pastures, alguns ametllers i oliveres i zones de matolls i de bosquina. La partida inclou tot lo Solà.

## Etimologia
Rep el nom de Pui Fals perquè és un munt de roques i terra atarterades en aquell lloc procedent de l'erosió de la mateixa cinglera de la Serra de Pessonada, que en aquell lloc pren l'aspecte d'un puig (pui en el parlar pallarès).